# Thryptomene remota
Thryptomene remota är en myrtenväxtart som beskrevs av Anthony R. Bean. Thryptomene remota ingår i släktet Thryptomene och familjen myrtenväxter.
Artens utbredningsområde är Northern Territory, Australien. Inga underarter finns listade i Catalogue of Life.